# Sędzia ziemski
Sędzia ziemski (łac. iudex terrestris) – przewodniczący sądu ziemskiego dla ziemi lub powiatu I Rzeczypospolitej.
Sąd ten rozpatrywał wszystkie sprawy szlachty osiadłej wyłączywszy przestępstwa  ścigane przez sąd grodzki z tzw. czterech artykułów grodzkich. 
Sędzia ziemski musiał być szlachcicem posesjonatem, osiadłym w ziemi, której sprawy sądził. Pobierał wynagrodzenie od stron procesowych. Nie mógł przy tym piastować żadnych urzędów grodzkich.
Obok sędziego ziemskiego  w sądzie tym zasiadał też podsędek i pisarz ziemski.